# Zona Semien Volo
Semien Volo (ili Sjeverni Volo) je jedna od zona Etiopije u regiji Amhara. 
Semien Volo dobio je ime po nekadašnjoj etiopskoj provinciji Volo. S juga graniči sa Zonom Debub Volo, sa zapada sa Zonom Debub Gondar, sa sjevera sa Zonom Vag Hemra, a sa sjeveroistoka i istoka s regijom Afar, dio južne granice prema Afaru tvori rijeka Mile. Najviša planina ove zone je Abuna Josef, najveći gradovi zone su: Veldija (upravno središte) i Lalibela.
Ime Sjeverni Volo usko je povezano za krajnju neimaštinu i glad, velike i tragične pojave gladi zbile su se; 1966. (poznata i kao "Glad u Vag-Lasti"), 1973., i 1984. godine tad je najteže pogođen Volo, posebno istočne nizine.

## Stanovništvo
Prema podacima Središnje statističke agencije Etiopije za 2005., Zona Semien Volo imala je ukupno 1.731.849 stanovnika (864.907 muškaraca i 866.942 žena), od kojih je 154.626 ili 8,9%  živjelo po gradovima. Površina Zone je 16,400.98 km², tako da je prosječna gustoća naseljenosti 105,59 stanovnika na 1 km².
Prema popisu stanovništva iz 1994., ukupni broj stanovnika Semien Vola bio je 1.260.317 u 309.231 kućanstava, od čega je 633.702 muškaraca i 626.615 žena, svega 89.055 ili 7,07% stanovnika živjelo je po gradovima. Najveća etnička skupina u Semien Volu su Amharci (99,61%), sve ostale etničke grupe čine 0,39% stanovništva. amharski kao materinski govori 99,62%, a preostalih 0,38% stanovnika govori neki drugi etiopski jezik, 83,36% su slijedbenici Etiopske tevahedo Crkve, a 16,57% stanovništva, izjasnilo se muslimanima.
Prema izvješću Svjetske banke od 24. svibnja 2004., svega 6% stanovništva Semien Vola ima pristup električnoj energiji, ova zona ima cestovnu mrežu od 69,7 km² na 1000 km² (u odnosu na nacionalni prosjek od 30 km²)Prosječno seosko domaćinstvo ima posjed od 0,7 ha (etiopski nacionalni prosjek je 1,01 ha, a regionalni prosjek u Amhari je 0,75 ha) i posjeduje 0,7%  grla stoke. Svega 13,2% stanovništva Semien Vola radi neki posao van poljoprivrede, u odnosu na nacionalni prosjek od 25%  (regionalni prosjek  
je 21%). Čak 27% stanovništva zone izloženo je malariji, ali nitko bolesti spavanja od Ce-ce muha.

## Školstvo
Prema izvješću Svjetske banke za 2004., samo 48%  djece školske dobi pohađa osnovnu školu, a svega 10%  srednje škole. Zbog toga je Odjel za obrazovanje Zone Semien Volo, najavio u listopadu 2006., izgradnju 48 novih škola, što će omogućiti porast od 41.000 đaka. Time bi se broj đaka od sadašnjih 228.990 popeo na 300.000, pa bi time bilo obuhvaćeno 76%  djece školske dobi.

## Vanjske poveznice
- Svein Ege, "North Wälo 1:100,000. Topographic and administrative map of North Wälo Zone, Amhara Region, Ethiopia." (engl.)